# قضايا الجنسين
قضايا الجنسين هي عدم المساواة بين الجنسين، وهو عدم المساواة بين الرجل والمرأة، حيث أنه لا توجد مساواة كلية أو جزئية سواء في التعامل أو التصورات.إنها قد نشأت من الاختلافات في دورهما.
فنظام الجنس البشري ما هو إلا نظام متفرع ثنائي، نشأ من التمييز سواء كان ذلك له وجود فعلي أو انشئ من المجتمع.

## من ناحية الاختلاف الجنسي الطبيعي
فهذا الاختلاف الطبيعي يوجد لعوامل بيولوجية وتشريحية. فمن الناحية البيولوجية، فذلك يحتوي على الاختلافات الكروموزماتية والهرمونية، وهناك أيضا اختلافات في الشكل الجسدي لهما سواء في الشكل السفلي أو بالأخص الشكل العلوي لجسدهم، وكل هذا لا يدل نهائيا علي أن أي رجل يمكن أن يكون أقوي من أي امرأة، فمعظم الرجال قد يكونون في بعض الأحيان أطول في القامة ولكن ذلك قد يكون له بعض المميزات أو العيوب. و أيضا النساء قد يكون لهن فترة عمرية أطول من الرجال، ولكن في النهاية كل ذلك ليس يعد دليل واضح علي مدي الدليل البيولوجي الموجود بينهم.

### الفترة العمرية والحياتية
فاللرجال رئتان أكبر وأيضا لديهم خلايا دموية وتجلطية أكثر، لكن بالنسبة للنساء فلديهم خلايا دم بيضاء أكثر وينتجون أجسام مضادة أسرع . فمن المفترض أن هذه الاختلافات تساعد أكثر في التكيف والحياة بين الجنسين.

### علم النفس
فنتيجة لتأثير هرمون ما قبل الولادة، فقد تظهر إحدي التصرفات الذكورية أو الأنثوية المعتادة علي كلمنهما.و لا يوجد أيضا تي فارق بين الذكر والأنثي في الذكاء الاجتماعي.
فالرجال بالتأكيد لهم قابلية أكثر لأخذ المخاطر أكثر من النساء وأيضا من الممكن أن يكونوا عدوانيين، وهذه السمة من الممكن أن يكونوا قد اكتسبوها وراثيا أو من هرمون الاندروجين لديهم.
و قد أثبت أن هذه الاختلافات بما فيها الاختلافات الجسدية تساعد  في التكيف بينهما. و ثاني إثبات يوضح الاختلاف الجنسي بينهم هي الميول العدوانية والتي يستحوذ عليها الذكور بنسبة أكبر. أما بالنسبة للنساء فالعاطفة تغلب عليهم أكثر من الرجال ويكون لديهم إيصاري فراغي وذاكرة شفهية أكثر من الرجال، وبالطبع هذه التغيرات تكون نتيجة التأثر بهرمون الذكورة (تستستيرون) و الذي يزيد من ذاكرة الإيصاري الفراغي في الجنسين عند خلقهم.
فقد انشئ الذكور والإناث منذ بدء الخليقة علي اختلافات وواجهوا ظروف مختلفة في البيئة طيلة حياتهم. فمن وجهة نظر المجتمع، فتحديد الجنس ونوعه يلعب دور كبير في شئون كثيرة في الحياة كالشخصية. فمن قبل ولادة كلمنهما يكون طريقه مختلف عن الآخر، حيث نجد أن اللون الأزرق شائع بين الأولاد أكثر وكذلك بعض ألعاب الوحوش وأيضا بعض أنواع الرياضة وعادات كثيرة شائعة بينهم حتي وهم أطفال رضع. أما بالنسبة للبنات فنجد أن اللون الوردي هو الشائع بينهن، وكذلك العرائس والفساتين و طريقة لعبهن الذي في بعض الأحيان يمثل دور الأم في المنزل مع أبنائها، وهنا تقوم العرائس بدور الأبناء.
فأصبحت طبيعة اللون الأزرق للأولاد وطبيعة اللون الوردي للبنات وذلك قد وجد بسبب ثقافات ولكن ليس له أي دلالة أو أصول تاريخية. و كل ذلك قد وجد نتيجة لعادات وتقاليد و اختلاف ثقافات ولكن ليس له أي وجود في الأصل، فما هي إلا مجرد مفاهيم وضعت من الآباء هم وحدهم من يتحكمون في وجودها أو عدمها، مما يؤدي في النهاية إلي اختلاف شخصية كل منهما سواء في حياتهم المهنية أو الشخصية . و استمر ذلك الوضع حتي أصبح الكائنين مختلفين تماما في الشخصية وبالتالي في طريقهم وحياتهم.

### في الحياة العملية

#### الموت
ففي الولايات المتحدة، يحتل الرجال نسبة الوفاة في العمل حوالي 93% بين سنة 1980 و 1997م ( أي53، 97 حالة وفاة ) .
حيث أن نسبة إصابة الذكور (6، 8 من 100000 عامل) و تلك النسبة تكون 11 أضعاف حالات الوفاة للإناث من سنة 1980 إلي 1997م.

#### فوارق الرواتب في الوظائف

##### فالفارق الجنسي يمثل الفرق بين رواتب الرجال والنساء
و هذا الفارق يكون لعدة أسباب منها الفرق في التعليم والوظائف المفضلة والصناعات المفضلة، وهناك اختلافات أيضا في الوظائف التي يتحملها الرجال والنساء، فهذا الاختلاف انشئ من توجه الرجال لنوعيات الوظائف التي تتعارض مع تلك التي تختارها المرأة (وبالأخص الوظائف ذات الأجور والمخاطر العالية)، و هناك أيضا اختلافات في خبرات العمل، وعدد ساعات العمل الأسبوعية والاستراحات في اليوم.
كل هذه العوامل تمثل من 60% إلي 75% من ذلك الفارق، وباقي النسبة تتراوح من 25% إلي 40% ، فهي من الممكن أن تكون تمثل استعداد المرأة للعمل أو مدي تفاوضها في شأن راتبها ومن الممكن أيضا أن يكون راجع للتمييز الجنسي.
فنسبة إلي المفوضية الأوروبية للتمييز المباشر، فهي فقط توضح جزء صغير من اختلافات الرواتب بين الجنسين.

### في الولايات المتحدة
فمتوسط راتب النساء السنوي الغير معدل يكون 78% من متوسط رواتب الرجال. لكن دراسات عديدة أثبتت أن نسب الرواتب بين الرجال والنساء تتراوح من 5% إلي 6.6% ، فالنساء يحصلون علي 94€ لكل دولار يحصل عليه من الرجال، وذلك تم نسبة لاختلاف اختياراتهم سواء في اختيار الكلية والمجال الذي يودون دراسته، والعمالة، وعدد ساعات العمل، اجازات الأم، واجازات الأب
أما بالنسبة لل6% المتبقية من الفارق ؛ فذلك قد وجد من نقص مهارات التفاوض من أجل الراتب والتمييز الجنسي.
و نسبة إلي دراسات رأس مال البشرية فقد تشير إلي أن ما يجعل للموظف قيمة فعلية هو التعليم، المعرفة، خبرة التدريب، المهارات التي يمتلكها كل موظف، وهذا قد أثبت تاريخيا أنه قد يرجع إلي فارق الرواتب بينهم. و لكن ذلك لم يدم لفترة طويلة ؛ حيث أن الرجال والنساء في بعض الأحيان يحصلون علي نفس مستوى التعليم والشهادات، ولكن في بعض الأحيان حتي في وجود كل ذلك ومع توافره لدي امرأة في وظيفة ما قد يؤدي إلي راتب أقل، وبالتالي فذلك التمييز في الأجور هو جزء من دراسة ملوثة
و هذه الدراسة تشير إلي أن الوظائف التي تسود بعمل المرأة فيتوافر بها أجور أقل ؛ و ذلك سببه يرجع لوجود امرأة بالوظيفة.

### أدوار الجنسين في الأبوة والأمومة والزواج
وتتأثر أدوار الجنسين تأثرا كبيرا بالبيولوجيا، حيث ترتبط أنماط اللعب بين الذكور والإناث بالهرمونات الجنسية، والميل الجنسي، والصفات العدوانية، والألم. وعلاوة على ذلك، فإن الإناث مع تضخم الغدة الكظرية الخلقية تظهر زيادة الذكورة، وقد تبين أن الأطفال ريسوس ماكاك تظهر تفضيلات للألعاب الذكور والإناث نمطية.

### عدم المساواة بين الجنسين في تحرير العلاقات
وقد تزايدت المساواة بين الجنسين في العلاقات على مر السنين ولكن بالنسبة لغالبية العلاقات، فإن السلطة تقع على عاتق الرجل. حتى الآن الرجال والنساء يقدمون أنفسهم على أنها مقسمة على أساس الجنس. دراسة قام بها زيمانويتز وفورنهام، نظرت في القوالب النمطية الثقافية الذكاء في الرجال والنساء، والتي تبين عدم المساواة بين الجنسين في العرض الذاتي. وأظهرت هذه الدراسة أن الإناث يعتقدن إذا كشفن ذكائهن لشريك محتمل، فإن ذلك من شأنه أنه يقلل من فرصتهن معه. ومع ذلك فإن الرجال يناقشون بسهولة أكبر ذكائهم الخاص مع شريك محتمل. كما أن النساء يدركن ردود فعل الناس السلبية على الذكاء، لذلك يحدون من إفشاءها إلا للأصدقاء الموثوق بهم فقط. ومع ذلك فإن الإناث تكشف عن ذكائها أكثر من الرجال في حالة توقع أنه صديق حقيقي  من شأنه أن يستجيب بطريقة إيجابية. ولا تزال الاستخبارات تعتبر سمة ذكورية أكثر من كونها سمه أنثوية . واقترح المقال أن الرجال قد يعتقدون أن النساء ذوات معدل الذكاء المرتفع يفتقرن إلى الصفات التي كانت مرغوبة في رفيق مثل الدفء أو الرضاعة أو الحساسية أو اللطف. وكان هناك اكتشاف آخر يفيد بأن الإناث في بعض الحالات يعتقدون أنه ينبغي إظهار معدل ذكاء الفرد للأصدقاء الموثوق بهم أكثر من الذكور. ومع ذلك، أعرب الذكور عن شكوك حول موثوقية الاختبار وأهمية الذكاء في الحياة الحقيقية أكثر من النساء. يتم تسليط الضوء على عدم المساواة عندما يبدأ الزوجان في تحديد من هو المسؤول عن قضايا الأسرة والذي هو المسؤول الأول عن كسب الدخل. على سبيل المثال، في كتاب لوندا شيبنجر، "هل تغيرت  العلوم النسوية ؟"، تدعي أن "الرجال المتزوجين مع الأسر في المتوسط كسب المزيد من المال، ويعيشون لفترة أطول وأكثر سعادة، والتقدم بشكل أسرع في حياتهم المهنية"، في حين "ان الأسرة هي مسؤولية، وأمتعة إضافية تهدد بسحب حياتها المهنية ".وعلاوة على ذلك، أظهرت الإحصاءات أن& 17٪ فقط من النساء الأساتذة الكاملين في الهندسة لديهم أطفال، في حين أن 82٪ من الرجال يفعلون".